# Ryoichi Maeda
Ryoichi Maeda  (Kobe, 9. listopada 1981.) bivši je japanski nogometaš.

## Klupska karijera
Igrao je za Júbilo Iwata i FC Tokyo.

## Reprezentativna karijera
Za japansku reprezentaciju igrao je od 2007. do 2013. godine. Odigrao je 33 utakmice postigavši 10 pogodaka.
S japanskom reprezentacijom Ryoichi Maeda je igrao na Azijskom kupu 2011. i Kupa konfederacija 2013.

## Statistika
| Japan  | Japan | Japan |
| Godina | Nast. | Gol.  |
| ------ | ----- | ----- |
| 2007.  | 2     | 1     |
| 2008.  | 1     | 1     |
| 2009.  | 2     | 0     |
| 2010.  | 2     | 0     |
| 2011.  | 9     | 4     |
| 2012.  | 8     | 4     |
| 2013.  | 9     | 0     |
| Ukupno | 33    | 10    |

## Vanjske poveznice
- National Football Teams
- Japan National Football Team Database